# Óriás szitakötő
Az óriás szitakötő (Anax imperator) a rovarok (Insecta) osztályának szitakötők (Odonata) rendjébe, ezen belül az egyenlőtlen szárnyú szitakötők (Anisoptera) alrendjébe és a karcsú acsafélék (Aeshnidae) családjába tartozó faj. Egyéb nevei: királyszitakötő vagy zöld óriásacsa.
2018-ban Magyarországon az „Év rovara”.

## Előfordulása, élőhelye

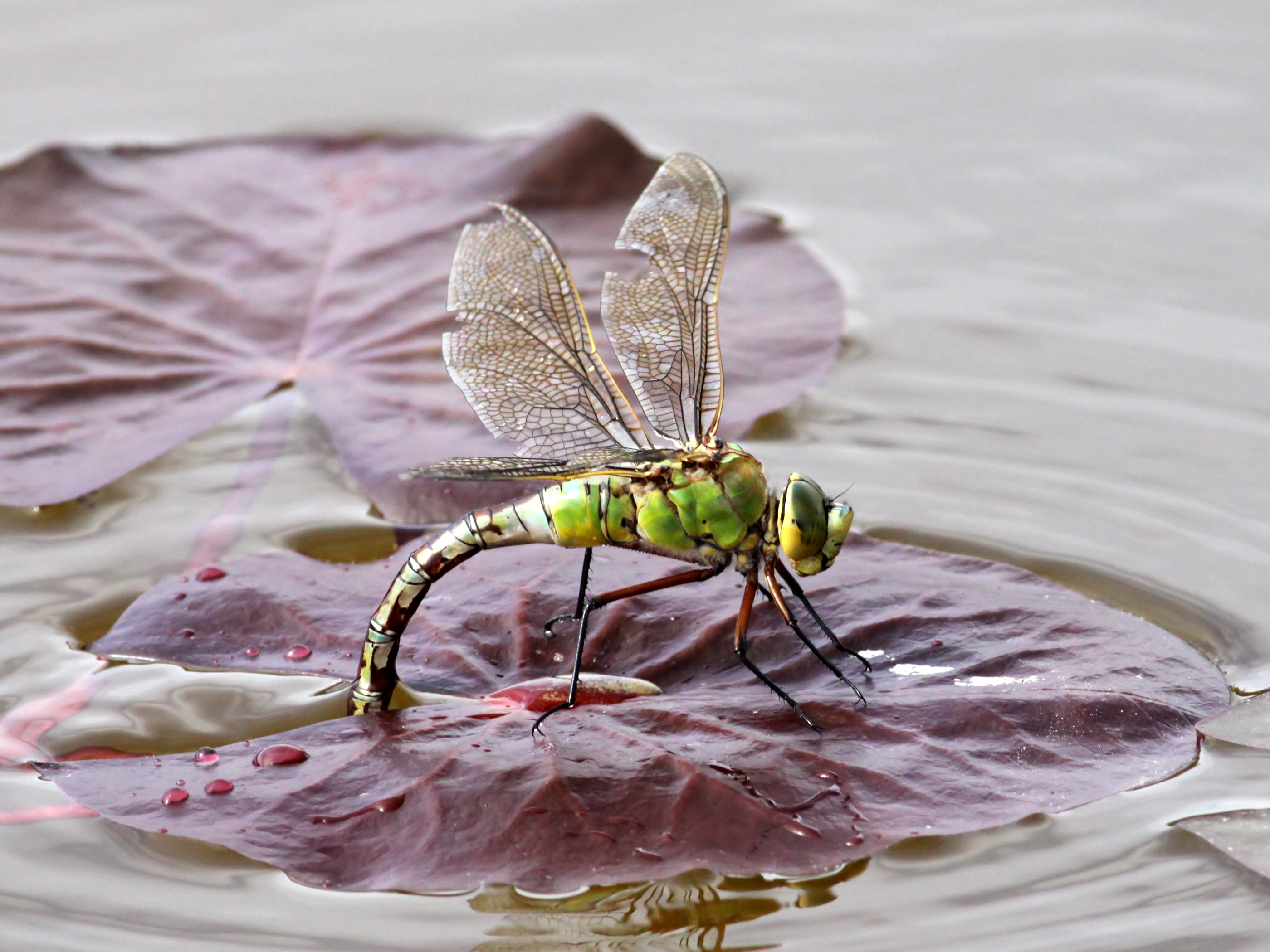
Tavirózsa levelén ülő óriás szitakötő

Az óriás szitakötő széles körben elterjedt Európában, északon Dél-Angliáig, Dél-Skandináviáig és Lengyelországig. A Közép-Keleten Turkesztánig és Északnyugat-Indiában is megtalálható, Afrikában a Szaharától délre egészen a Jóreménység-fokáig élő alfaja az A. i. mauricianus. A növényzettel benőtt tócsákat, tavakat kedveli, a folyóvizeket kerüli. Különösen érzékeny a vízszennyeződésekre: fennmaradásának feltétele, hogy a tavak és pocsolyák ne szennyeződjenek. Újabban a természetes tavakhoz hasonlító kerti tavaknál is fellelhető. A síkságot kedveli, a hegyekben csak néhány száz méterig található – 1000 méter magasan már kivételesen ritka.

### Kárpát-medencei előfordulása
Közép-Európában ez a legfeltűnőbb szitakötőfaj. Magyarországon közönséges.

## Megjelenése
A felnőtt szitakötő hossza 60–80 milliméter. Szárnyfesztávolsága 100–120 milliméter. A hím potroha égszínkék, hosszanti fekete csíkkal; a feje zöld. A nőstény potroha zöldeskék, széles barna rajzolattal. Szárnyaik tónusa enyhén barnás vagy sárgás. A lárva hossza 50 milliméter. Meghosszabbodott, fogóként szolgáló szájszervét (fogóálarc) előretolja, hogy zsákmányt fogjon.

## Életmódja
Az óriás szitakötő magányos lény. A hímek territoriálisak, és sokszor halálig verekednek egy területért. Reggel előbb fel kell melegednie ahhoz, hogy tudjon repülni. Kitűnően repül, lakóhelyétől nagyobb távolságokra is elkalandozik olyannyira, hogy sokszor a városokban is feltűnik. A felnőtt állatok repülő rovarokkal táplálkoznak, a lárvák gerinctelenekkel és ebihalakkal. Az egy-két évig tartó lárvaállapot után (egyes lárvák egyszer, mások kétszer telelnek át) a felnőtt szitakötő mintegy 4 hetet él. Repülési ideje júniustól augusztus végéig tart.

## Szaporodása
Párosodáskor a hím potrohvégével feje hátsó részénél ragadja meg a nőstényt. Ekkor a nőstény potrohát a hím párzószervéhez hajlítja. Előfordul, hogy a párzás alatt „tandemként” repülnek. A hím potrohvégéből a mellkas mögötti párzószervbe juttatja spermáját. A nőstény innen veszi fel az ondót. A krémszínű petéket a nőstény növények száraiba rakja, ahol azok 3–4 hét múlva kelnek ki.